# Frédéric Bazille peignant à son chevalet
Pour les articles homonymes, voir Bazille.
Frédéric Bazille peignant à son chevalet ou Frédéric Bazille peignant le héron est un tableau, peint en 1867 par Auguste Renoir.
De format vertical, 105 × 73,5 cm, cette peinture à l'huile sur toile est un dépôt du musée d'Orsay au musée Fabre de Montpellier, la ville natale de Bazille.

## Historique
Le tableau est acquis par Édouard Manet auprès du peintre et reste dans sa collection jusqu'en 1876. Cette année-là, Manet le prête pour la deuxième exposition impressionniste qui a lieu au no 11 de la rue Le Peletier à Paris, dans les locaux du marchand d'art Paul Durand-Ruel, le signe de sa solidarité envers le groupe de peintres. Frédéric Bazille est mort à la guerre de 1870. Son père, Gaston Bazille, découvrant la toile lors de l'exposition veut l’acquérir. Manet la lui offrit en échange de Femmes au jardin, une toile qu'avait acheté Frédéric Bazille à Claude Monet. Marc Bazille, le frère du peintre, en devient propriétaire par voie testamentaire et le lègue, en 1924, au musée du Luxembourg. En 1947, il est exposé à la galerie du Jeu de Paume jusqu'à son affection, en 1986, au musée d'Orsay. Depuis 2006, il est en dépôt au musée Fabre de Montpellier.

## Contexte

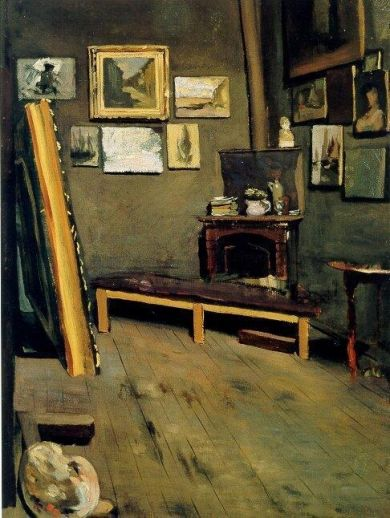
L'Atelier de l'artiste, rue Visconti, 1867, musée des beaux-arts de Virginie, par Frédéric Bazille.

En 1866, le Paysage avec deux personnages de Renoir est refusé au 
Salon. Le peintre connaît à cette époque de graves difficultés financières, le contraignant à loger dans l'appartement d'Alfred Sisley, près de la porte Maillot, jusqu'à ce que ce dernier vive en ménage avec sa compagne. Cette même année, il est alors hébergé dans le grand atelier loué au 20, rue Visconti à Paris par Frédéric Bazille, dont l'aisance financière est assurée par les envois réguliers d’argent de ses parents. Bazille le signale d'ailleurs à son père : « Je donne l'hospitalité à un de mes amis, ancien élève de Gleyre, qui n'a pas d'atelier en ce moment. Renoir, c'est ainsi qu'il s'appelle, est très travailleur, il profite de mes modèles et m'aide même en partie à les payer. » Une solide amitié lie les deux peintres, laquelle se double d'une alliance artistique favorisée par la proximité de leurs recherches picturales. Cette amitié est née dans l'atelier de Charles Gleyre, où ils rencontrent Sisley et Monet.
Généreusement, au début de l'année 1867, Bazille accueille également dans son atelier Claude Monet. Il l'écrit à sa mère : « Depuis ma dernière lettre il y a du nouveau rue Visconti. Monet m'est tombé du ciel avec une collection de toiles magnifiques qui vont avoir le plus grand succès à l'Exposition. Il couchera chez moi jusqu'à la fin du mois. Avec Renoir, voilà deux peintres besogneux que je loge. C'est une véritable infirmerie. J'en suis enchanté, j'ai assez de place, et ils sont tous les deux fort gais. »

## Description
Renoir représente son ami Frédéric Bazille dans son atelier de la rue Visconti, en train de peindre son tableau Nature morte au héron, aujourd'hui conservé au musée Fabre. Au premier plan, vu de profil et quasiment de dos, le jeune peintre, vêtu d'un costume gris taché de peinture, est assis sur une chaise, face au chevalet dont le côté gauche de la base sert d'appui à ses deux pieds croisés, chaussés d'espadrilles.
L'arrière-plan est constitué d'un mur où sont accrochés deux tableaux, dont l'un est un paysage enneigé de Monet, La Route sous la neige à Honfleur (W 82), alors qu'y sont appuyées deux autres toiles, l'une vue de face et l'autre présentant son châssis.
Au même moment Alfred Sisley, autre camarade rencontré à l'atelier Charles Gleyre, peint le même motif, tableau qui sera appelé Le Héron aux ailes déployées.

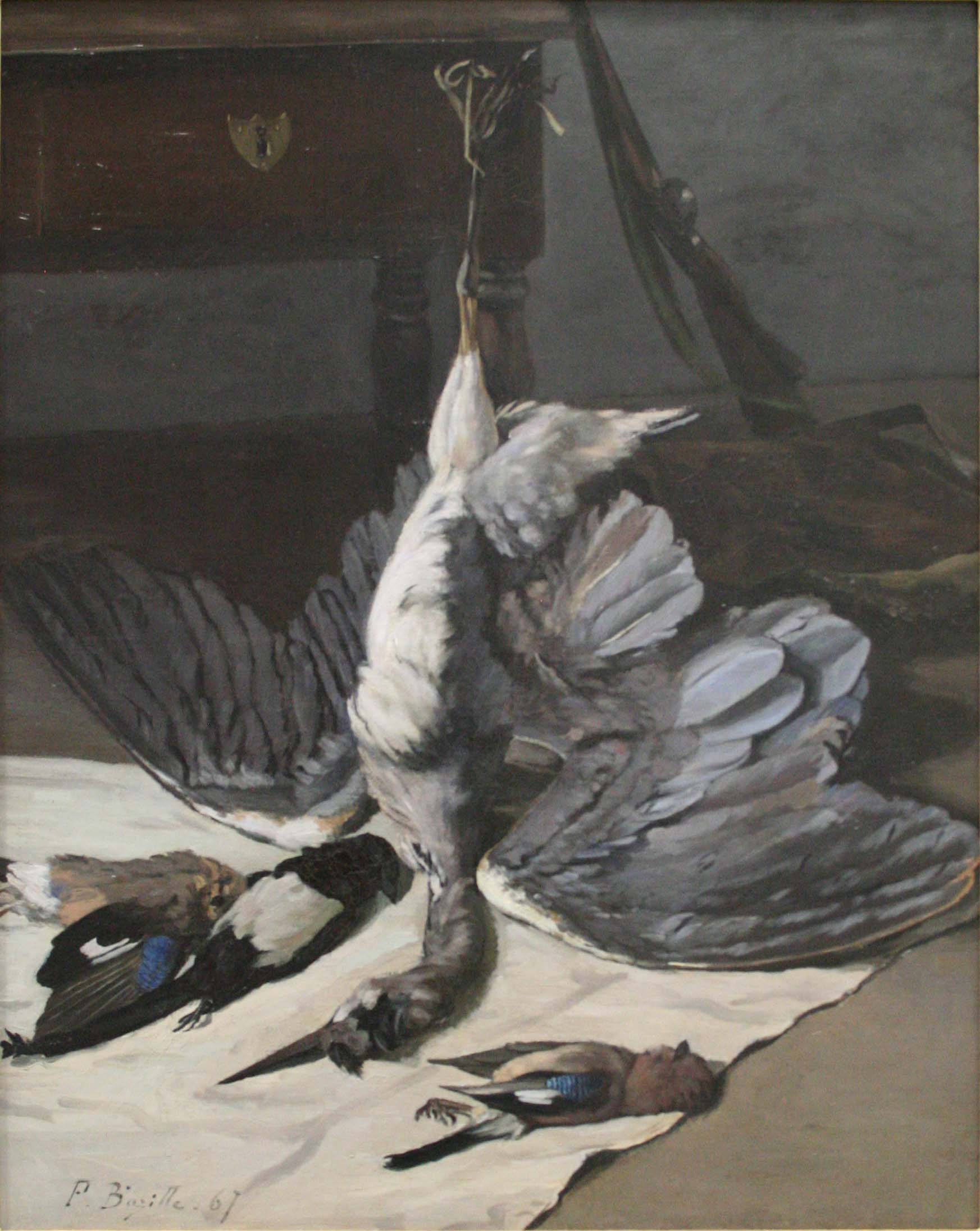
Nature morte au héron, Frédéric Bazillemusée Fabre, Montpellier.
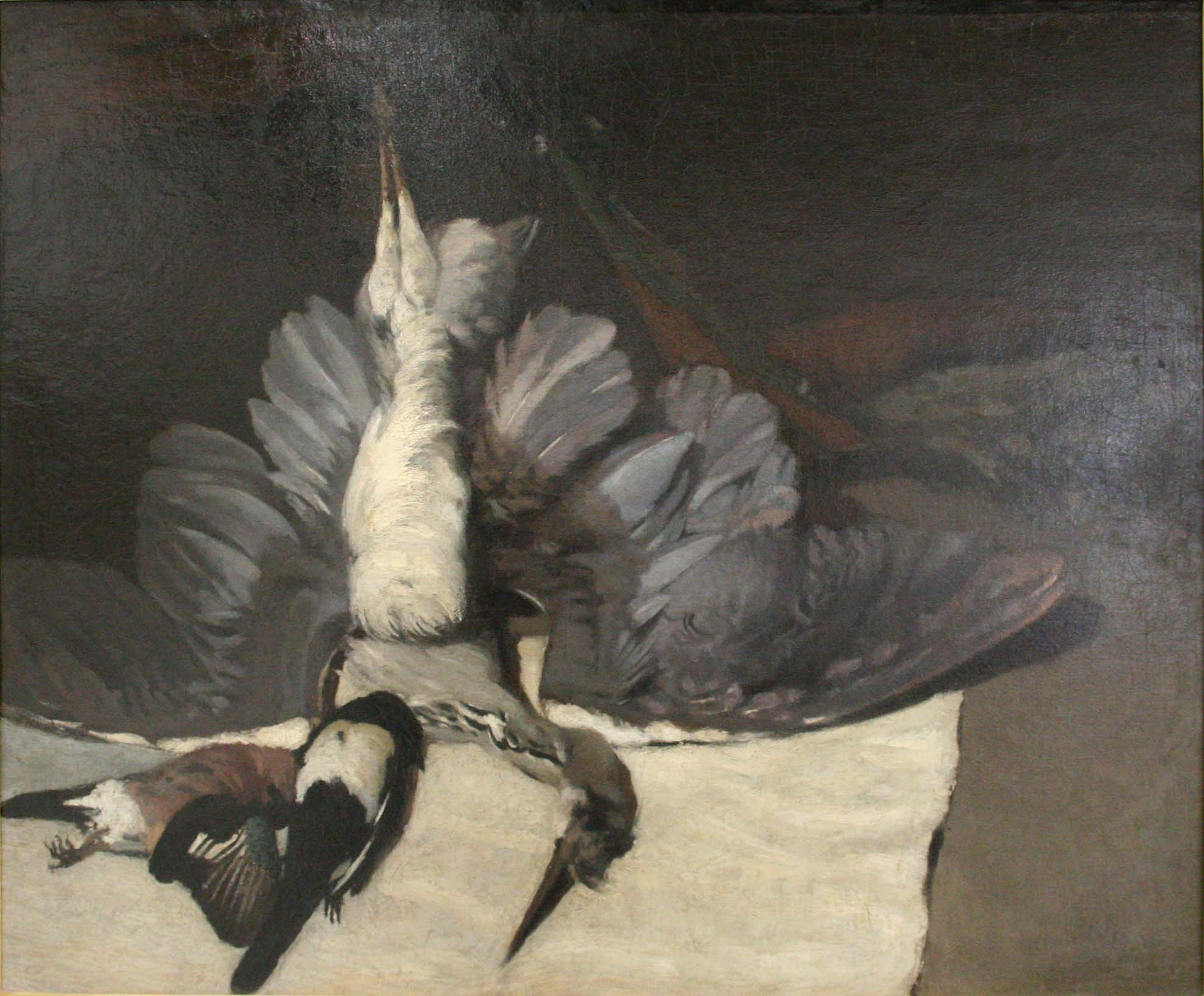
Le Héron aux ailes déployéesAlfred Sisley Musée Fabre, Montpellier.
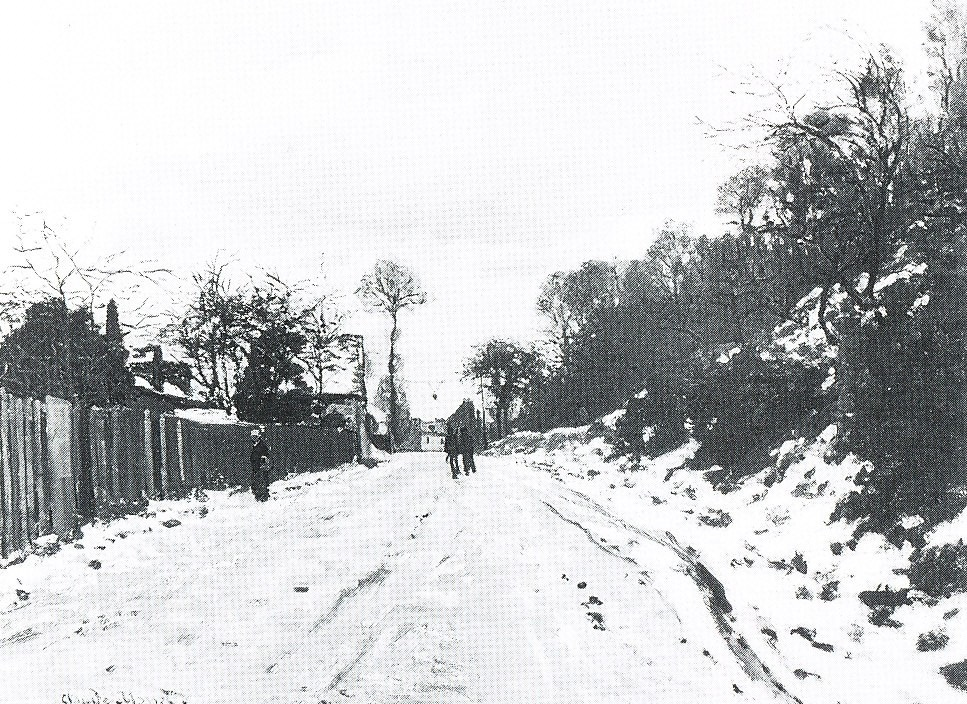
La Route sous la neige à Honfleur, 1867Claude MonetCollection particulière, Etats-Unis.

## Analyse

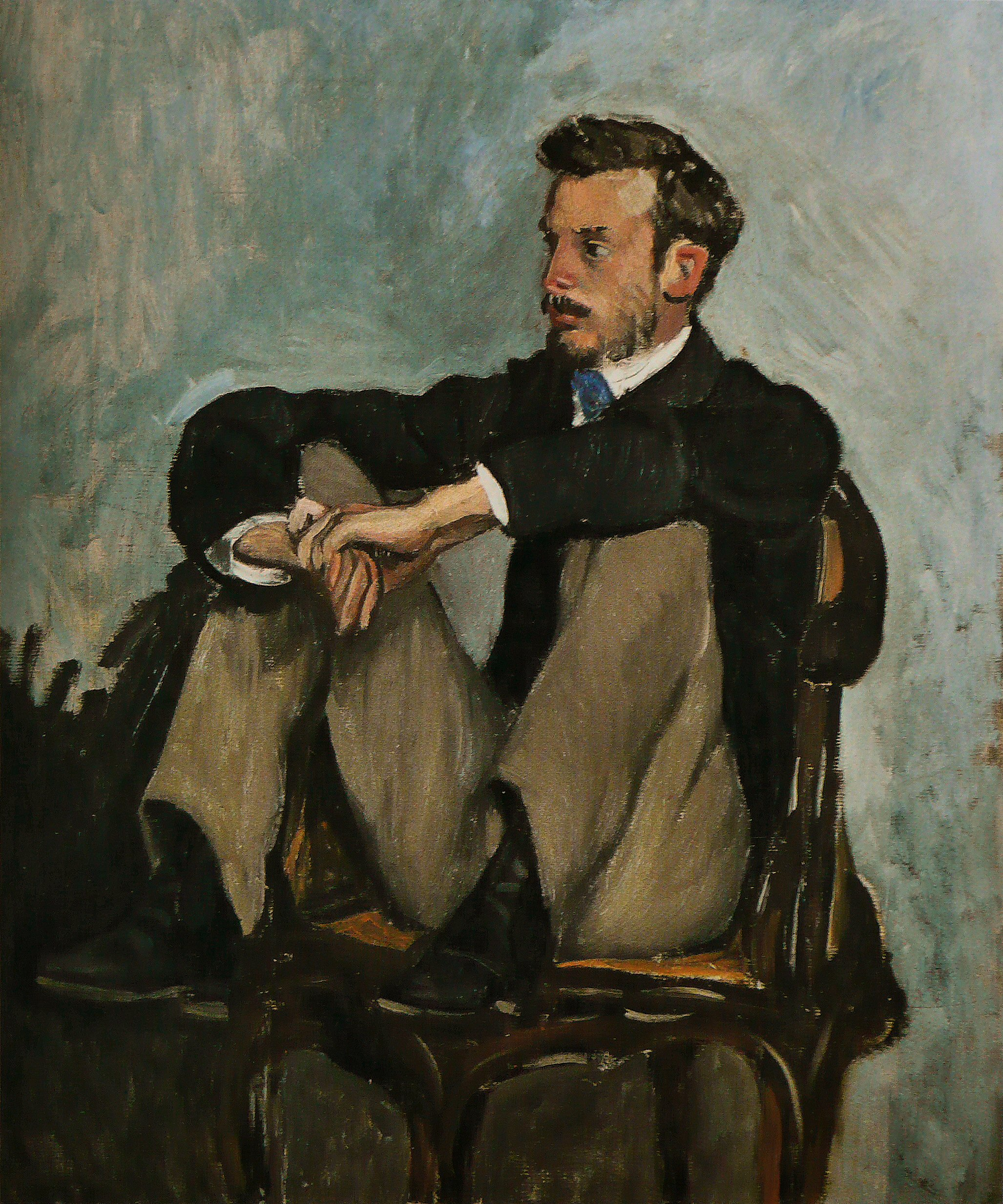
Portrait de Pierre-Auguste Renoir, 1867, par Frédéric Bazille

Le présent tableau est une réponse de Renoir à son portrait peint quelques mois auparavant par Frédéric Bazille. Renoir conserva la toile jusqu'à sa mort. Il est déposé depuis 2006 par le musée d'Orsay au musée Fabre.
La mise en page, l'accent sur l'horizontalité des tableaux, l'emploi d'une gamme chromatique de gris se rapprochent de celle du Portrait d'Émile Zola, peint par Édouard Manet. Le recours limité à deux couleurs dominantes, excepté le rouge du lacet des espadrilles ou le rosé du visage, confère à l'œuvre une monochromie de tons gris et marron et rappelle celle des portraits de Camille Corot.

## Sources bibliographiques
- Francesca Castellani (trad. Marie-Christine Gamberini), Renoir : sa vie, son œuvre, Paris, Gründ, 1996, 272 p. (ISBN 978-2-7000-2068-7).
- Anne Distel, Renoir : « Il faut embellir », Paris, Gallimard, coll. « Découvertes Gallimard / Arts » (no 177), 2009, 175 p. (ISBN 978-2-07-040243-4).